# Josef Leixner
Prot. Josef Leixner (28. února 1893, Brtnice – 26. prosince 1970, Praha) byl český pravoslavný duchovní perzekvovaný nacistickým režimem, šéfredaktor častopisu Hlas pravoslaví, jeden z blízkých spolupracovníků biskupa Gorazda (Pavlíka). Po druhé světové válce se podílel na obnově pražského katedrálního chrámu sv. Cyrila a Metoděje.

## Život
Josef Leixner se narodil v katolické rodině v Brtnici u Jihlavy. Absolvoval gymnázium v Třebíči a následně v letech 1913–1917 studoval katolickou teologii v biskupském alumnátu v Brně. Dne 5. července 1917 byl v Brně vysvěcen biskupem Norbertem Kleinem na římskokatolického kněze. Nastoupil pak jako kaplan do farnosti Žerotice na Znojemsku. V letech 1919–1920 působil jako vojenský duchovní v Československé armádě. V civilní duchovní správě působil v Opatově u Třebíče. Byl znám svým vlasteneckým smýšlením a přihlásil se k reformnímu programu Jednoty katolického duchovenstva. V roce 1921 přestoupil do nově vzniklé Československé církve a v říjnu téhož roku se oženil. Do manželství se narodily tři dcery. Působil jako pomocný duchovní Československé církve v Olomouci. Zároveň redigoval periodikum Za pravdou, které vydávala Československá církev. V roce 1924 následoval biskupa Gorazda a přestoupil do církve pravoslavné, se kterou spojil další svůj život již definitivně. Redaktorem časopisu Za pravdou zůstal i po své konverzi k pravoslaví, a byl jím až do zániku tohoto periodika v roce 1929. Časopisu zůstala pravoslavná orientace, a v roce 1930 se transformoval do Věstníku pražské pravoslavné eparchie, jehož redakci převzal kněz František Prokop Šimek.
Josef Leixner horlivě působil v pravoslavné církevní obci ve Štěpánově u Olomouce, kde mimo jiné inicioval výstavbu chrámu sv. Prokopa Sázavského. Služební vypětí způsobilo, že v roce 1930 musel nastoupit zdravotní dovolenou (duchovní správu ve Štěpánově převzal Jaroslav Deutsch /Čech/). V roce 1931 se do služby vrátil, byl však přeložen do církevní obce v Třebíči. Roku 1933 inicioval výstavbu filiálního chrámu sv. Jáchyma a Anny v Opatově u Třebíče, který také pomáhal vybavit potřebným liturgickým náčiním. Následně v roce 1940 organizoval výstavbu dalšího chrámu, tentokrát přímo v Třebíči. Chrám byl zasvěcen českým zemským světcům, Václavovi a Ludmile. Josef Leixner se rovněž zapojil do protinacistického odboje, když posílal do Prahy spolubratru knězi Vladimíru Petřkovi potravinové balíčky, kterými Petřek následně živil osoby v ilegalitě a osoby jinak potřebné. Leixner také vydal falešné křestní listy několika osobám židovského původu. Stal se rovněž terčem výhrůžek ze strany jednoho svého farníka, který sympatizoval s nacismem. Tento si totiž všiml, že Leixner v ekteniích (souborech proseb) při bohoslužbách vynechává jinak předepsanou prosbu za státní představitele a armádu, načež odeslal Leixnerovi výhružný dopis. Své pohrůžky však nestačil realizovat, nebo se k realizaci prostě neodhodlal.
V rámci perzekuce pravoslavné církve po atentátu na Heydricha byl Josef Leixner 26. září 1942 zatčen. Byl krátce vězněn v Jihlavě a následně poslán na nucené práce do Pomořanska. Až do roku 1944 zde pracoval jako údržbář lokomotiv a zámečník. V roce 1944 se z nuceného nasazení dostal, když u něj propukly vředy na dvanácterníku a získal povolení odjet se léčit do nemocnice v Třebíči. Zdejší lékaři jej pak vykazovali jako nemocného až do dubna 1945. Po propuštění z nemocnice se nevrátil na nucené práce. Odjel do Opatova, kde se ukrýval u svých farníků až do konce války. Již 8. května 1945 se opětovně ujal duchovní správy v Třebíči. Již po roce byl přeložen do Prahy ke katedrálnímu chrámu sv. Cyrila a Metoděje. Chrám byl stále pouze provizorně upraven a nesl stopy boje parašutistů s gestapem z roku 1942. Josef Leixner se podílel na jeho další obnově a rekonstrukci. Vedle toho působil v pražské eparchiální radě a redigoval celocírkevní periodikum Hlas pravoslaví. V roce 1968 byl vyznamenán církevním Řádem sv. Cyrila a Metoděje III. stupně.
Zemřel v Praze v Motolské nemocnici 26. prosince 1970. Dne 4. ledna 1971 se konala zádušní liturgie v katedrálním chrámu sv. Cyrila a Metoděje, následujícího dne pak byl převezen do Opatova u Třebíče a pohřben na místním hřbitově. Jeho manželka Anna zemřela v roce 1982. V roce 2015 byl Josef Leixner jmenován in memoriam čestným občanem Opatova.

## Publikační činnost
Josef Leixner byl autorem řady článků v periodiku Za pravdou, které vydávala nejprve Československá církev a později církev pravoslavná, která jej transformovala do Věstníku české pravoslavné eparchie. Toto periodikum pak zaniklo v roce 1942 po nacistickém zákazu působení pravoslavné církve na území protektorátu. Po roce 1945 publikoval Leixner v novém pravoslavném církevním periodiku, které bylo pojmenováno Hlas pravoslaví. Byl rovněž autorem výboru z bohoslužebného sborníku biskupa Gorazda, který vydal jako Výběr zpěvů a modliteb ze Sborníku biskupa mučedníka Gorazda (1947), dále dvou samostatných větších publikací, a sice Nejlepší cesta k sjednocení slovanstva (1946) a Všeobecné dějiny církevní (1957).